# Oskar-Kämmer-Schule

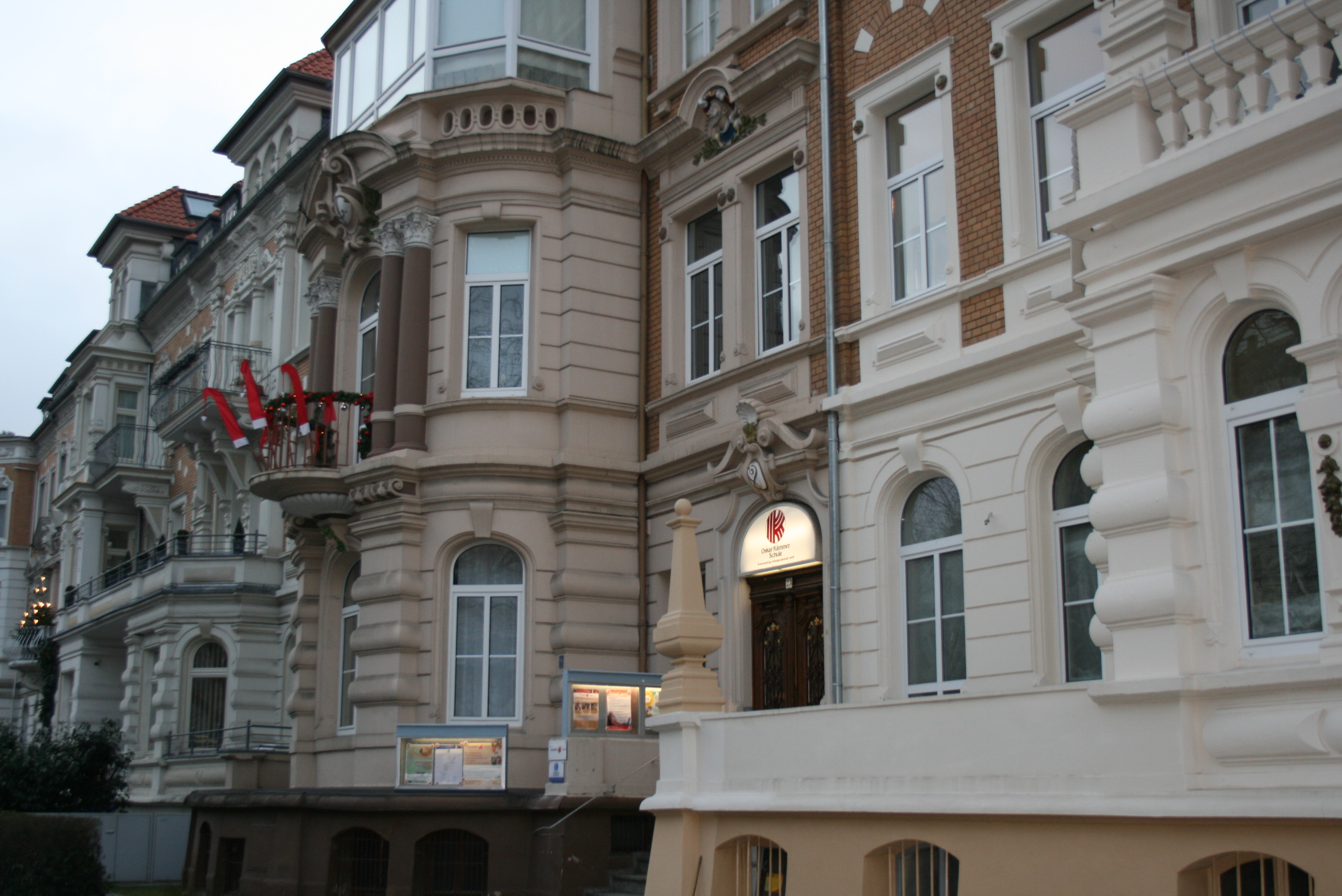
Hauptsitz der Oskar-Kämmer-Schule
in Braunschweig

Die Oskar-Kämmer-Schule, nach eigener Schreibweise Oskar Kämmer Schule,  ist eine staatlich anerkannte Ersatzschule (Privatschule) gemäß § 148 Niedersächsisches Schulgesetz (NSchG) in der Rechtsform einer gemeinnützigen Bildungsgesellschaft (gGmbH). Hauptsitz ist Braunschweig.

## Überblick
Hilde und Oskar Kämmer gründeten im Jahr 1945 die Oskar-Kämmer-Schule, heute bundesweit Träger von mehr als 50 allgemein- und berufsbildenden Schulen (Schulzweigen) sowie zahlreichen Qualifizierungsstandorten mit  780 Mitarbeitern. Schwerpunkte in den pädagogischen Konzeptionen bilden die differenzierte Beschulung sowie der Anspruch, Menschen gleichzeitig zu fördern und zu fordern.

## Geschichte

### Schule, Schulzweige und Standorte
Die Geschichte der Schule begann am Ende des Zweiten Weltkrieges, nachdem das Ehepaar Hilde und Oskar Kämmer einige Schreibmaschinen aus Berlin nach Braunschweig holten. Noch im Jahr 1945 gründeten sie eine private Bildungsstätte in der Wabestraße, an der zunächst ausschließlich Unterricht in Stenografie und Maschinenschreiben erteilt wurde. Elf Jahre später (1956) begannen sie mit dem Aufbau einer privaten Handelsschule in der Jasperallee, der im Oktober 1958 die Genehmigung als staatlich anerkannte Privatschule erteilt wurde. Im gleichen Jahrzehnt erweiterte der Träger die Schule regional durch Standorte in den benachbarten Städten Wolfenbüttel und Wolfsburg.
In den 1960er Jahren richtete die Schule mit einer Höheren Handelsschule, einem Fremdsprachenseminar und einer Arzthelferinnen-Schule weitere Schulzweige ein. In den 1970er Jahren folgten eine Fachschule für Betriebswirtschaft und eine Fachoberschule für Wirtschaft, Gestaltung und Sozialwesen. Nach Überführung der Oskar-Kämmer-Schule in eine Gemeinnützige GmbH (gGmbH) wurde mit dem Oskar-Kämmer-Bildungswerk eine erste Tochtergesellschaft gegründet.
In den 1980ern bot die Schule erstmals Lehrgänge zur Berufsvorbereitung Jugendlicher (siehe BVJ) an. Ergänzend wurde das Bildungsangebot zunächst im Rahmen des Ausbildungsplatzprogramms Niedersachsen (APN) um vollzeitschulische Berufsausbildungsgänge der überbetrieblichen Erstausbildung (siehe BGJ) sowie um Fortbildungs- und Umschulungslehrgänge für Erwerbs- beziehungsweise Arbeitslose erweitert.
Gleichzeitig begann eine starke Expansion der Standorte. So eröffnete die Oskar-Kämmer-Schule Filialen im südöstlichen Niedersachsen (Gifhorn, Helmstedt, Peine, Salzgitter-Bad und -Lebenstedt), denen in den 1990ern weitere in (Celle und Goslar) sowie im westlichen und mittleren Sachsen-Anhalt in (Haldensleben, Halberstadt, Magdeburg, Oschersleben, Quedlinburg, Schönebeck, Wernigerode und Zielitz) folgten.
Im neuen Jahrtausend wurden als Reaktion auf veränderte Zielgruppen und Anforderungen des Arbeitsmarktes weitere Tochtergesellschaften gegründet. 2007 wurden diese aber mit der Muttergesellschaft verschmolzen. Die Oskar-Kämmer-Schule erweiterte ihr Bildungsangebot durch integrations- und vermittlungsfördernde Maßnahmen und weitere Schulzweige wie u. a. die Berufsoberschule mit den Schwerpunkten Wirtschaft und Sozialwesen. Im Jahr 2005 eröffnete man die erste Sekundarschule LebenLernen in Schneidlingen (Sachsen-Anhalt) und nahm die erste Niederlassung in Baden-Württemberg in Betrieb. 2006 eröffnete die Realschule LebenLernen als erste Realschule in freier Trägerschaft in Braunschweig. Im Jahr darauf (2007) erfolgt die Eröffnung des Kämmer-Informationszentrums in den Braunschweiger Schloss-Arkaden. 2008 übernahm sie die (berufsbildende) Stader Privatschule in Stade und die Freie Waldschule Elbenau (private Grundschule).
Von 2006 bis heute entwickelt und betreibt die Schule in einem Gemeinschaftsprojekt mit der Stadt Wernigerode, der Kommunalen Beschäftigungsagentur und der Agentur für Arbeit Halberstadt den Miniaturpark Kleiner Harz in Wernigerode. Ziel ist die Qualifizierung und Beschäftigungsförderung arbeitsloser Erwachsener.
2010 übernahm die Schule die ehemalige Phorms-Schule in Hannover und führt sie heute unter dem Namen Kämmer International Bilingual School (KIBS) weiter.

### Schulleitung und Geschäftsführung
Die Gründer waren auch deren erste Leiter. In den 1960er Jahren trat Joachim Böttcher als stellvertretender Schulleiter hinzu, der in den 1970er Jahren die Schulleitung und die Geschäftsführung der mittlerweile gegründeten gemeinnützigen Schulgesellschaft gemeinsam mit Hans Jendrach übernahm, während die Gründer sich ins Privatleben zurückzogen. Nachfolger des in den 1980er Jahren in den Ruhestand gegangenen Jendrachs wurde Peter Susat, der 2005 aus dem Unternehmen ausschied. Neben Susat trat auch Hans Otto Kruse in die Schulleitung und Geschäftsführung ein. Im Zuge des Wechsels Böttchers im Januar 1998 von der Schulleitung in den Beirat der Schulgesellschaft wurde Doris Masurek zur dritten Geschäftsführerin der Gesellschaft (neben Susat und Kruse) berufen. In den 2000er Jahren übernahm Masurek schließlich die alleinige Geschäftsführung und wird hierbei von vier Prokuristen unterstützt.

## Arbeitsfelder

### Schulen
Schulische und studienqualifizierende Berufsausbildung
- Berufsfachschulen: Wirtschaft, Altenpflege, Podologie/Med. Fußpflege, Kosmetik, Sozialassistenz und Medizinische Dokumentationsassistenz
- Kaufmännische Assistenz Wirtschaftsinformatik, Fremdsprachen und Korrespondenz, European Business Communication (ESP, GB, F)
- Gestaltungstechnische Assistenz

Studienqualifizierende Schulen
- Fachoberschulen Gestaltung, Sozialwesen und Wirtschaft (als praxisnahe Ausbildung inkl. Erwerb der Fachhochschulreife)
- Two-in-One-Ausbildung (schulische Berufsausbildung plus Abschluss im anerkannten Ausbildungsberuf, z. B. Bürokauffrau / Bürokaufmann)

Allgemeinbildende Schulen
- Grundschulen
- Realschulen

### Arbeitsmarktdienstleistungen
- Berufsorientierung und -vorbereitung
- Überbetriebliche Erstausbildung
- Umschulung
- Qualifizierung
- Beschäftigungsprojekte

### Berufsbegleitende Weiterbildung und Aufstiegsqualifizierung
- Fachschulen Betriebswirtschaft (Staatl. geprüfte Betriebswirte) sowie Betriebswirtschaft für Fernschüler, Sozialpädagogik (Staatl. anerkannte Erzieher).
- Mit Kämmer zum Kammer-Abschluss: Ausbildung der Ausbilder, Aus- und Weiterbildungspädagogen, Betriebswirte, Bilanzbuchhalter, Fachwirte im Gesundheits- und Sozialwesen, Handelsfachwirte, Industriefachwirte, Immobilienfachwirte, Personalfachkaufleute, Wirtschaftsfachwirte.